# Museo Steinhardt de Historia Natural
El Museo Steinhardt de Historia Natural, Centro Nacional de Estudios de Biodiversidad de la Universidad de Tel Aviv, es un museo de historia natural en Israel, que incluye un centro educativo y un centro de investigación. Es el centro de documentación y ciencia más grande y activo de Israel, enfocado a la investigación de la biodiversidad, conservación de la naturaleza, protección del medio ambiente y agricultura.
Las colecciones del museo contienen aproximadamente 5,5 millones de artículos acumulados por científicos de la Universidad de Tel Aviv y otras instituciones. Dichas colecciones documentan la flora, fauna y el desarrollo de la humanidad durante miles de años, en la zona de Israel y el Medio Oriente.   
El edificio del museo está ubicado en el campus de la Universidad de Tel Aviv, cerca del Museo de la Diáspora y los Jardines Botánicos. Abrió al público en julio del 2018.

## Arquitectura
El museo tiene cinco pisos que albergan un espacio de 9620 metros cuadrados. El diseñado está inspirado en el "Arca de Noé".

## Galería

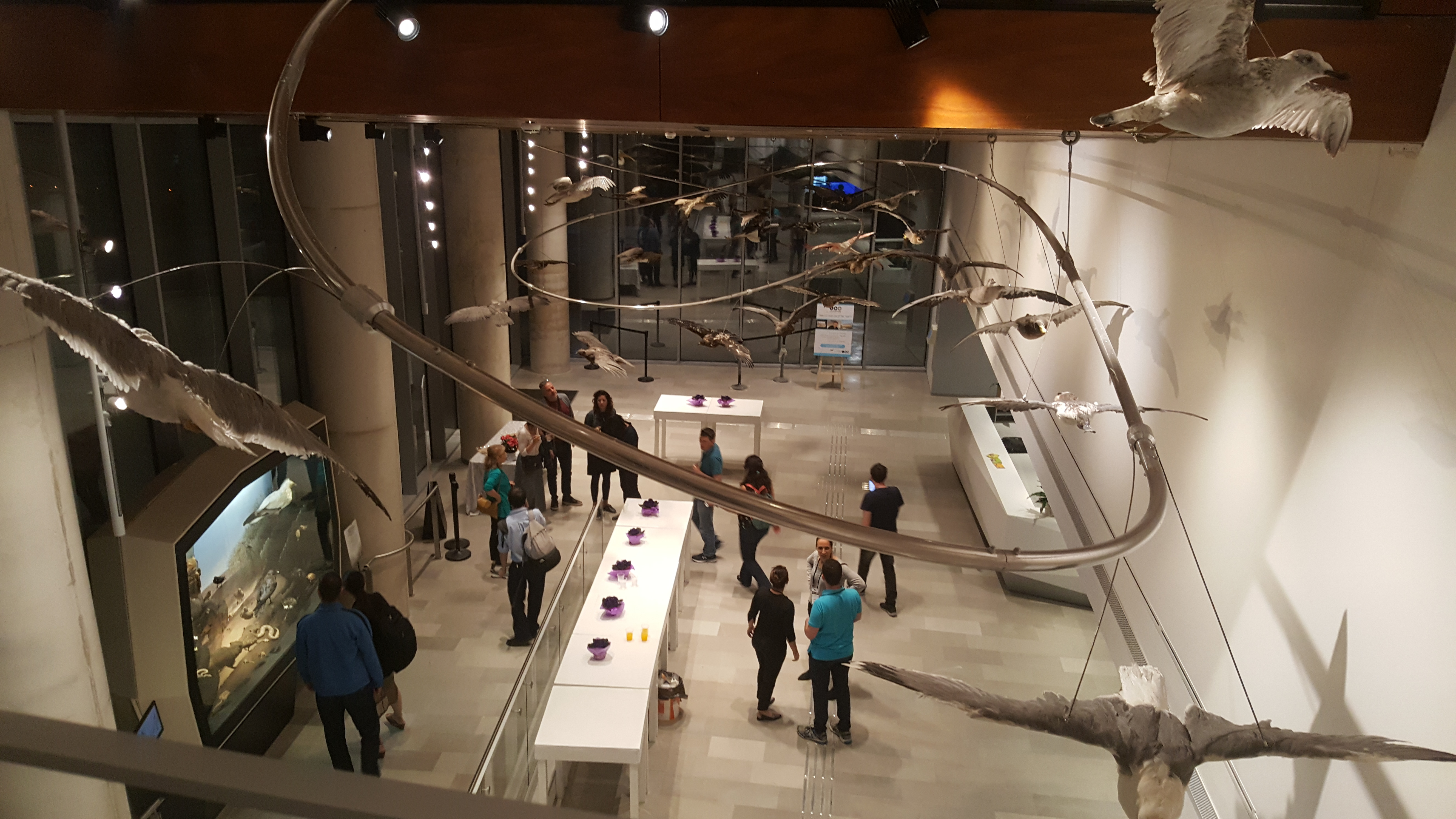
Interior del museo
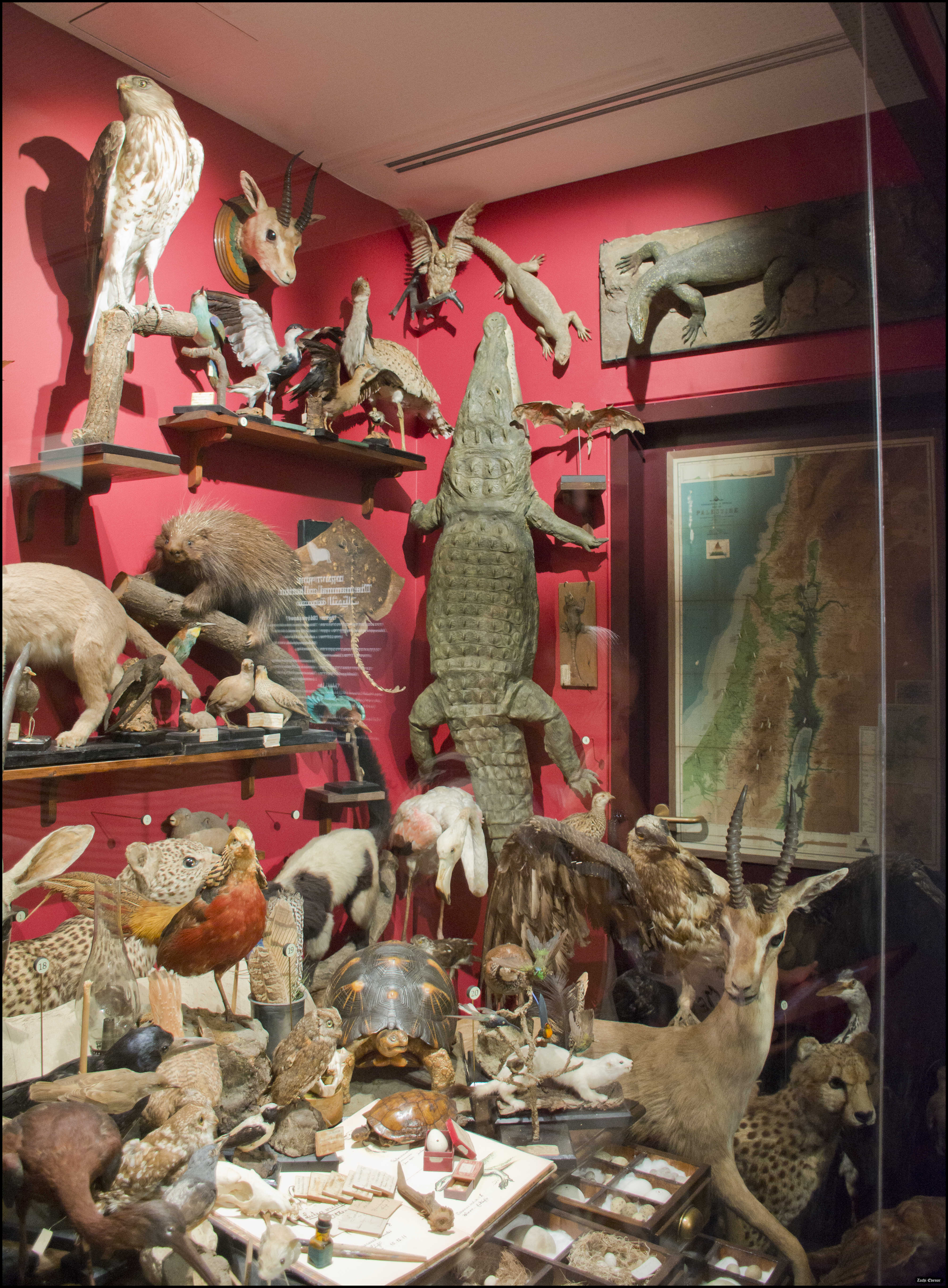
La colección del Padre Schimtz.
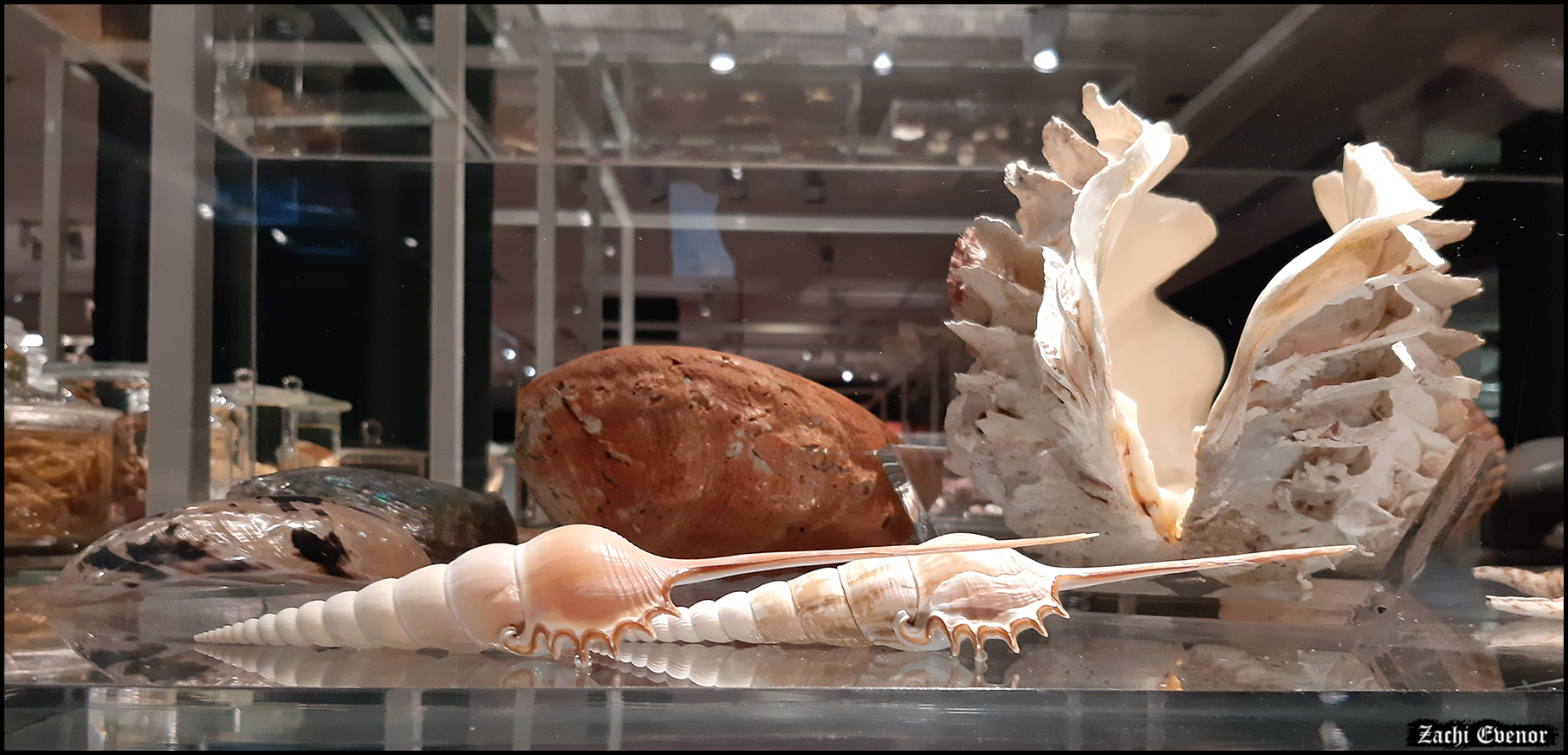
Conchas de Tibia fusus en la exposición "Tesoros de la Colección"
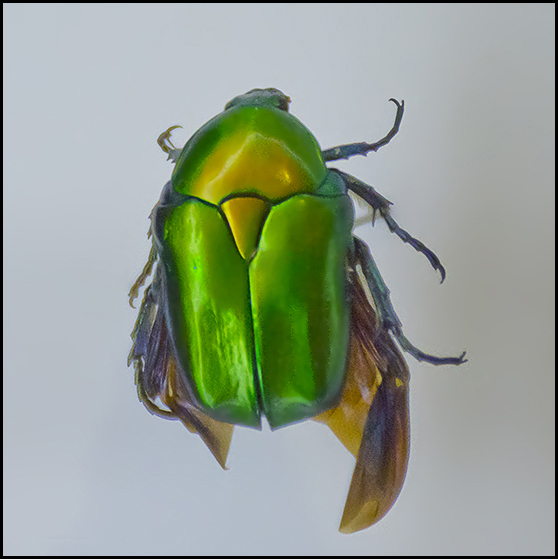
Escarabajo Protaetia cuprea ignicollis en la exposición de insectos.